# IBQTS
Instituto Brasileiro de Qualidade em Testes de Software (IBQTS), é uma entidade civil sem fins lucrativos, de caráter educacional e de pesquisa, especializada na certificação de profissionais em Testes de Software. O instituto localiza-se em Barueri, Alphaville, São Paulo e oferece cursos semestrais para certificação em Analista de Teste.